# Stipiturus mallee
El maluro del mallee (Stipiturus mallee) es una especie de ave paseriforme de la familia Maluridae endémica de Australia.

## Taxonomía
Esta es una de las tres especies del género Stipiturus, que habitan en la zona sur y central de Australia. No posee subespecies.

## Descripción
Mide unos 16.5 cm de largo.   El macho adulto posee partes inferiores color marrón oliva y su dorso con motas oscuras, y píleo sin rayas pálida rufa, y alas marrón-grisáceas. Su garganta zona superior del pecho, lorum y plumas auriculares son celestes. El lorum y las plumas auriculares poseen pintas negras, y tiene pintas blancas bajo el ojo. Su larga cola se compone de seis plumas filamentosas, las dos centrales son más largas que las laterales. Sus partes inferiores son marrón claro. Su pico es negro y las patas y ojos son marrones. La hembra se asemeja al macho pero no posee las plumas azules. Su píleo es de un rojo pálido y tiene el lorum blanco. Su pico es marrón oscuro. La especie muda su plumaje todos los años luego de reproducirse. Su característica distintiva son las seis plumas de la cola similares a las del emu.

## Distribución y hábitat
El maluro del mallee es una especie endémica de Australia. Habita en zonas de mallee boscosas abiertas con matas de Spinifex en el noroeste de Victoria y el sureste de Australia Meridional. En esta región abunda Triodia comúnmente denominado spinifex. Los pastos spinifex a menudo crecen hasta alcanzar 1  m de alto y proveen un hábitat óptimo a esta ave. Aunque antiguamente estuvo clasificado como una especie vulnerable por IUCN, investigaciones más recientes indican que su población se encuentra disminuyendo a pasos acelerados. Por lo que en el 2008 se la reclasificó como una especie especie en peligro de extinción.  Se estima que su población actual es de unos 4.000 ejemplares. Su hábitat natural son los pastizales templados. Se encuentra amenazado por pérdida de hábitat.